# Thrilling Cities
Thrilling Cities è una raccolta di tredici articoli scritti da Ian Fleming per il Sunday Times tra il 1959 e il 1960, nei quali lo scrittore inglese descrive sei città europee e sette città del resto del mondo con il suo inconfondibile tono snob.
Nel suo peregrinare per il Sunday Times, Fleming tocca Hong Kong, Macao, Tokyo, Honolulu, Los Angeles con Las Vegas, Chicago, New York, Amburgo, Berlino, Vienna, Ginevra, Napoli e Monaco.
Nel suo viaggio in Italia, descrive e critica la strada da Roma a Napoli, soffermandosi sulla grotta di Tiberio appena restaurata. Napoli e Pompei sono viste con gli occhi snob di un anglosassone che non ne tollera la sporcizia e la disorganizzazione.

## 007 a New York (007 in New York)
Anche New York non sfugge al vaglio severo di Fleming. Lo scrittore sembra pentirsene e sfrutta il suo alter ego James Bond per addolcire il giudizio su una città che comunque apprezza molto. 007, durante un trasferimento in taxi dall'aeroporto, descrive nei suoi pensieri tutto ciò che di bello si può fare nella città statunitense, soprattutto quando si è in compagnia di una bella ragazza come Solange.

### Personaggi principali
- James Bond, agente segreto britannico
- Solange, bond girl, bella ragazza newyorkese

## Edizioni italiane
- Thrilling Cities. Le città dell'avventura, traduzione di Andrea Carlo Cappi, con il racconto 007 a New York, Collana I Saggi, Milano, Alacrán, 2006, ISBN 88-89603-33-X.
- Thrilling Cities, traduzione di Andrea Carlo Cappi. Nuova edizione, Introduzione e cura di Massimo Bocchiola, Collana Oceani n.223, Milano, La nave di Teseo, 2023, ISBN 978-88-346-1596-6.